# Île Scott-Keltie
L'île Scott-Keltie (en russe : Остров Скотт-Келти) est une île de l'archipel François-Joseph, en Russie.

## Géographie
Située au nord-ouest de l'île Hooker, à 2,5 km du cap Sedov, dont elle est séparée par le détroit de Mellenius, elle s'étend sur 7,5 km de longueur pour 4 km de largeur. De très faible altitude (30 m), son point culminant est un rocher de 64 m de hauteur. L'île est entièrement glacée à l'exception de ses côtes.

## Histoire
Découverte en 1879 par Anton De Bruyne, qui y a effectué des recherches hydrographiques, elle a été nommée en l'honneur du géographe John Scott Keltie. Frederick George Jackson revisite l'île en 1895. 